# Gravetat estàndard
L'acceleració estàndard de la gravetat o acceleració estàndard de la caiguda lliure, sovint anomenada simplement gravetat estàndard i denotada per ɡ0 o ɡn és l'acceleració gravitatòria nominal d'un objecte en el buit prop de la superfície de la Terra. És una constant definida per la norma com 9.80665 m/s. Aquest valor va ser establert per la 3a Conferència General de Pesos i Mesures (1901, CR 70) i s'utilitza per definir el pes estàndard d'un objecte com el producte de la seva massa i aquesta acceleració nominal. L'acceleració d'un cos prop de la superfície de la Terra es deu als efectes combinats de la gravetat i de l'acceleració centrífuga de la rotació de la Terra (però aquesta última és prou petita com per ser insignificant per a la majoria de propòsits); el total (la gravetat aparent) és aproximadament un 0,5% més gran als pols que a l'equador.
Encara que de vegades s'utilitza el símbol ɡ per a la gravetat estàndard, ɡ (sense sufix) també pot significar l'acceleració local deguda a la gravetat local i l'acceleració centrífuga, que varia segons la posició d'un a la Terra (vegeu la gravetat de la Terra). El símbol ɡ no s'ha de confondre amb G, la constant gravitatòria, o g, el símbol del gram. La ɡ també s'utilitza com a unitat per a qualsevol forma d'acceleració, amb el valor definit anteriorment.
El valor de ɡ0 definit anteriorment és un valor mitjà nominal a la Terra, basat originàriament en l'acceleració d'un cos en caiguda lliure al nivell del mar a una latitud geodèsica de 45°. Tot i que l'acceleració real de la caiguda lliure a la Terra varia segons la ubicació, la xifra estàndard anterior sempre s'utilitza amb finalitats metrològiques. En particular, com que és la relació entre el quilogram-força i el quilogram, el seu valor numèric quan s'expressa en unitats SI coherents és la relació entre el quilogram-força i el newton, dues unitats de força.

## Història
Ja en els primers dies de la seva existència, el Comitè Internacional de Peses i Mesures (CIPM) va procedir a definir una escala termomètrica estàndard, utilitzant el punt d'ebullició de l'aigua. Com que el punt d'ebullició varia amb la pressió atmosfèrica, el CIPM necessitava definir una pressió atmosfèrica estàndard. La definició que van triar es va basar en el pes d'una columna de mercuri de 760 mm. Però com que aquest pes depèn de la gravetat local, ara també necessitaven una gravetat estàndard. La reunió del CIPM de 1887 va decidir el següent:
«El valor d'aquesta acceleració estàndard deguda a la gravetat és igual a l'acceleració deguda a la gravetat a l'Oficina Internacional (al costat del Pavillon de Breteuil) dividit per 1,0003322, el coeficient teòric necessari per convertir a una latitud de 45° al nivell del mar. »
El valor numèric adoptat per a ɡ0 es va obtenir, d'acord amb la declaració CIPM de 1887, dividint el resultat de Defforges: 980,991 cm⋅s−2 al sistema cgs aleshores està de moda: per 1,0003322 sense agafar més dígits dels que es justifica tenint en compte la incertesa del resultat.